# Brüder Ewaldi

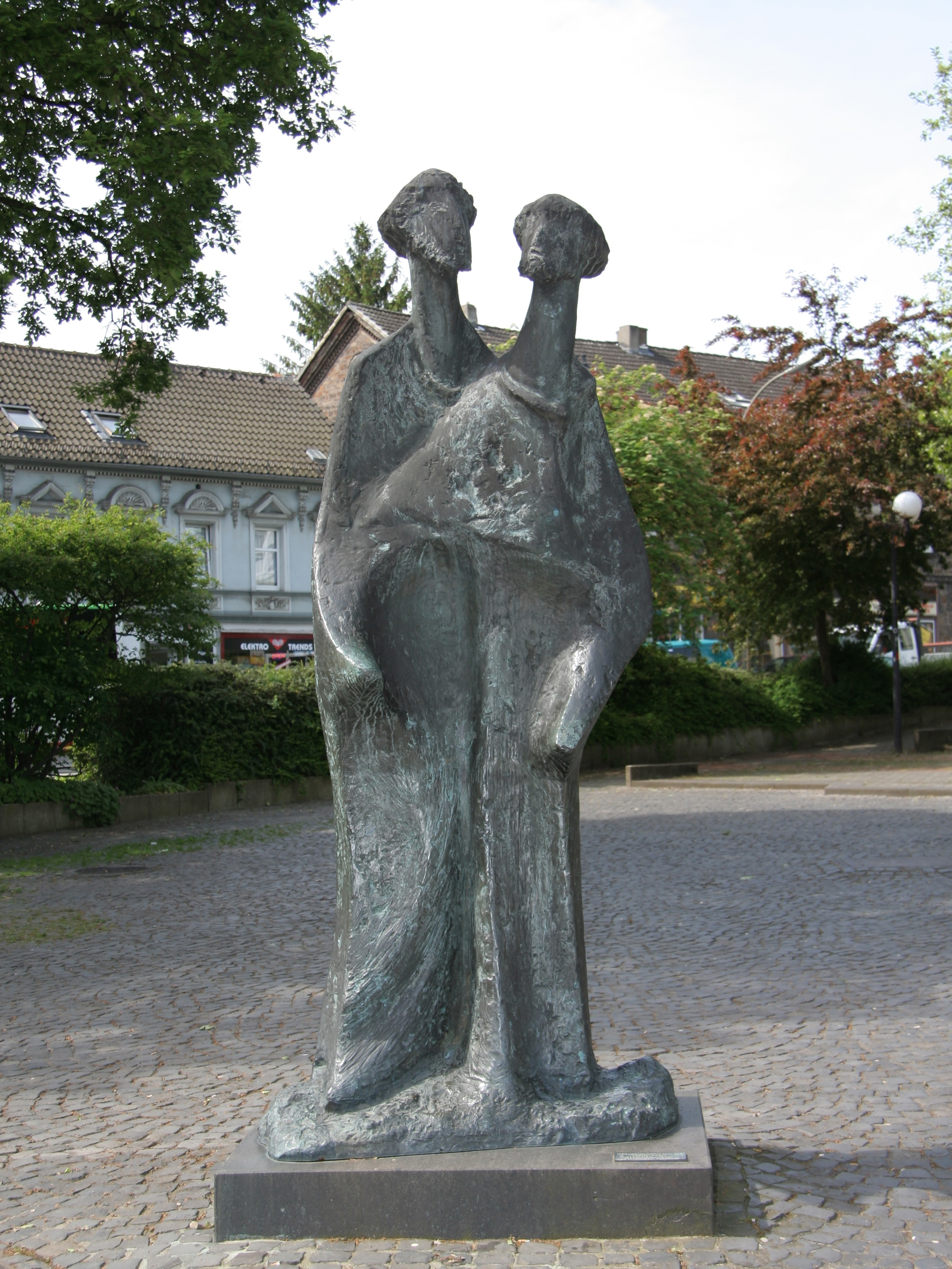
Denkmal der heiligen Ewalde auf dem Aplerbecker Marktplatz

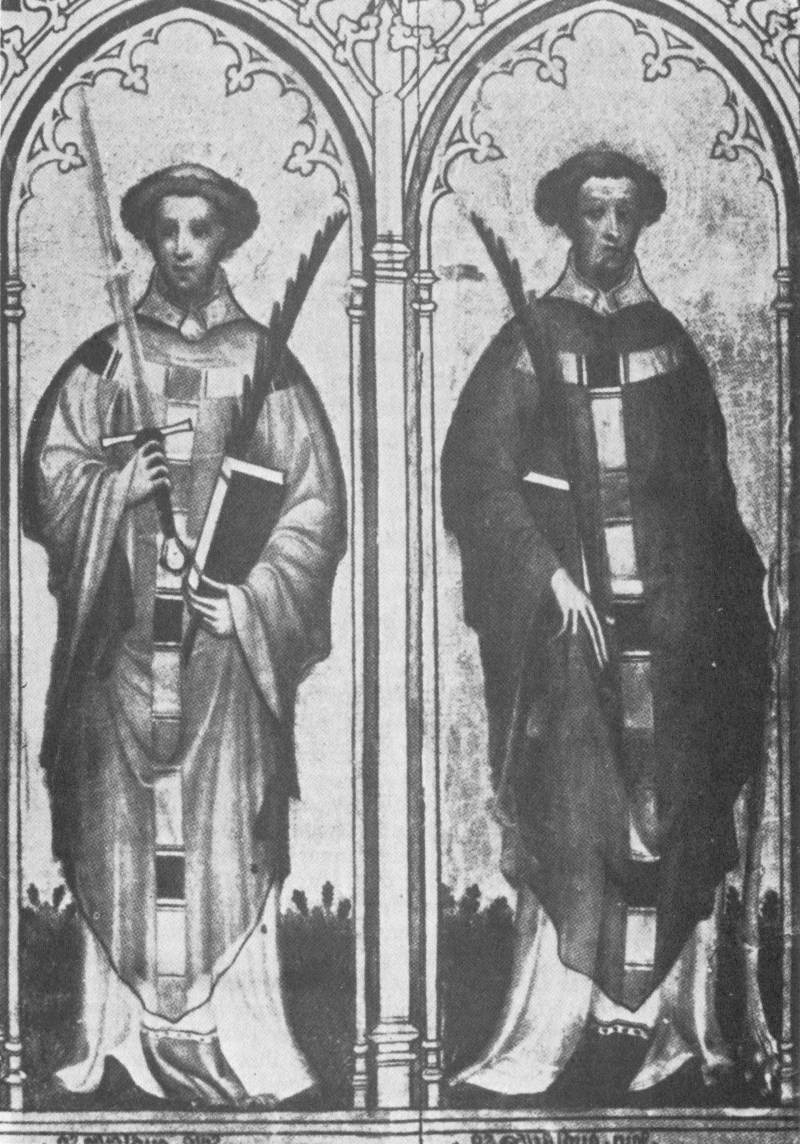
Gemälde vom Ewaldi-Reliquienschrein in der Kirche St. Kunibert in Köln um 1400

Die beiden heiligen Brüder Ewaldi (auch: Ewalde; Ewaldi ist der lat. Plural), geboren in Northumbria (England), waren Missionare in Westfalen und Märtyrer. Sie stammten von der britischen Insel und trugen zur Christianisierung Westdeutschlands im 7. Jahrhundert bei.
Nach der Haarfarbe spricht man vom Schwarzen und vom Weißen Ewald. Beide lebten viele Jahre in Irland und studierten an irischen Hochschulen. Oft werden die beiden Ewalde als Brüder bezeichnet. Offen bleibt jedoch, ob sie Glaubensbrüder oder leibliche Brüder waren. Franz Flaskamp eröffnete zudem die Möglichkeit, dass es sich um Vettern gehandelt haben könnte.
Ihre Missionstätigkeit am Ende des 7. Jahrhunderts ist im Zusammenhang mit der umfassenderen angelsächsischen Mission in Deutschland zu sehen. Sie waren vor allem im Rechtsrheinischen tätig wie zuvor Willibrord bei den Friesen, Lebuin bei den Sachsen und Suitbert an der Lippe. Eine Generation später wurde dieses Werk durch die Arbeit des Bonifatius in Hessen und Thüringen fortgeführt.
Die Ewalde selbst waren im an das Frankenreich angrenzenden Gebiet der Sachsen tätig, insbesondere am Hellweg, an der Lippe und im Münsterland. In der Historia ecclesiastica gentis Anglorum des angelsächsischen Benediktinermönches und Historikers Beda Venerabilis, der sie bereits den weißen und den schwarzen Ewald nannte, wird ihr Martyrium beschrieben. Beda nennt nicht den Ort des Martyriums, es wird jedoch aufgrund lokaler Überlieferungen vermutet, dass dieses in Aplerbeck (heute ein Stadtteil von Dortmund) stattfand. Dort befindet sich die St. Ewaldi-Kirche. Eine genaue Datierung ist schwierig, in der Regel wird es auf einen 3. Oktober zwischen 691 und 693 datiert. Ihre Beerdigung soll der heilige Tillmann von Solignac durchgeführt haben.
Der Kartäusermönch Werner Rolevinck brachte in seinem 1478 erschienenen Buch De laude antiquae Saxoniae nunc Westfaliae dictae (Zum Lobe Westfalens, des alten Sachsenlandes) das Wirken der Brüder Ewaldi in Zusammenhang mit seinem münsterländischen Geburtsort Laer. Es gibt jedoch keine weiteren Belege, dass die beiden Heiligen tatsächlich jemals in Laer gewesen sind. In Laer ist der Ewaldibach nach den beiden Missionaren benannt. Die ehemals selbständigen Pfarreien St. Bartholomäus Laer und St. Marien Holthausen wurden 2008 zur neuen Gemeinde Hll. Brüder Ewaldi Laer zusammengelegt.
Die Reliquien der beiden Ewalde wurden durch Pippin den Mittleren nach Köln überführt. Sie wurden in der Kirche St. Clemens (heute St. Kunibert) im Norden vor der Stadt Köln beigesetzt. Erzbischof Anno II. erhob sie 1074 zur Ehre der Altäre. Ihr Schrein ging während der Säkularisation verloren. Der jetzige Schrein entstand im 19. Jh. In den Bistümern Essen, Köln, Münster und Paderborn werden die heiligen Ewalde am 3. Oktober verehrt.
Im Rahmen der Neukonzeption des Skulpturenprogramms des Kölner Rathausturms in den 1980er Jahren wurden der Weiße und Schwarze Ewald als Figuren von Hans-Otto Lohrengel und Klaus Balke im vierten Obergeschoss auf der Südseite des Turms verewigt.